# Війна старого
Війна старого (англ. Old Man's War) — військовий науково-фантастичний роман американського письменника Джона Скалці, що був опублікований у 2005 році. У 2006 році його дебютний роман був номінований на Премію Г'юго як найкращий роман.
Українською було видано в 2021 році видавництвом «Навчальна книга — Богдан» у перекладі Алекса Антомонова.
«Війна старого» — перший роман Скалці з серії «Війна старого». Продовження, «Бригади привидів», було опубліковано у 2006 році. Наступними книгами були «Остання колонія» (2007) та «Розповідь Зої» (2008). Інша книга серії, «Людський підрозділ», була опублікована у вигляді літературного серіалу, а згодом зібрана в роман у 2013. «Кінець всього» був опублікований в червні 2015 у вигляді чотирьох повістей. Оголошено, що сьомий роман серії «Крихкий мир» вийде друком 16 вересня 2025 року .
Роман вибраний для екранізації Paramount Pictures у 2011 році, проте так і не був екранізований. У 2017 році про нову спроби екранізації оголосив Netflix.

## Сюжет

### Вступ
«Війна старого» розповідає про солдата на ймення Джон Перрі і його подвиги на службі в Колоніальних Силах Оборони (КСО). Розповідь ведеться від першого особи, а саме самого Джона, розповідаючи про його військову кар'єру починаючи з його рекрутингу і до того як він дослужився до звання капітана. Перрі знаходиться у всесвіті густо заселеному різноманітними живими формами, де види, що вийшли в космос, змагаються за небагаточисленні планети, де можна жити. Як результат, Перрі має навчитися битися з різними видами інопланетян. Персонажі «Війни старого» мають покращену ДНК та нанотехнології, що дають їм переваги в швидкості, витривалості, сприйнятті ситуації.

### Короткий виклад
Джон Перрі, 75 літній колишній копірайтер, приєднується до Колоніальних Сил Оборони, які захищають людські міжпланетні колонії. У віці 65 років бажаючі підписують лист про вступ в КСО і надають свої зразки ДНК, що і зробили Джон зі своєю дружиною Кеті 10 років назад до початку історії. Проте, на жаль, дружина Джона не дожила до 75 років. Після відвідання могили дружини для прощання (добровольці ніколи не повертаються на Землю), Перрі  використовуючи космічний ліфт добирається до корабля КСО "Генрі Гудзон", де він зустрічає інших добровольців: Томаса, Джессі, Гаррі, Алана, Сюзан та Меггі. Вони іменують себе "старими пердунами".
Перрі проходить ряд, інколи дивних, психологічних та фізичних тестів, після чого його розум переміщається в нове тіло, що базується на його генетичному матеріалі. Його нове тіло є молодою версією його самого, але генетично модифіковане з покращеною мускулатурою, зеленою шкірою та жовтими як в кота очима. Він тепер володів надзвичайною силою і спритністю, покращеною кров'ю на основі нанороботів, покрашеним зором і чуттями і, найзначущим,  РозумНиком — персональним нейронним комп'ютером, що також дає змогу Перрі комунікувати з іншими членами СКО через нього.
Через тиждень фривольності і розпусти в їхніх нових тілах, Перрі та інші рекрути приземляються на Бета Пиксис III для базової підготовки. Протягом тренувань. Інструктором Перрі є майстер сержант Руіз, що відноситься до рекрутів грубо і надмінно, проти виявляється Перрі є автором рекламного слогану, що надихнув свого часу Руіза.  В результаті Перрі отримує жест поваги і йому назначають командиром взводу на час тижнів підготовки перед відправкою на корабель КСО Модесто. Де він стикається вперше з консу, жорстокою, неймовірно розумною і релігійно повернутою інопланетною расою. Перрі пропонує тактику бою, що дозволяє КСО виграти першу битву. Джон показує себе добре і в битках з іншими расами, як то ведмедоподібними Вайдіанс та невеличкими Кованду. Перрі зазнає психологічного стресу через масове вбивство ліліпутів Кованду.
Ставши ветераном, Перрі бере участь у Битві за планету Корал. Планета містить коралові рифи, які цінні для атакуючої раси Райї. Цінні для них і люди колонії, яких Райї вживають в їжу і людську плоть вони вважають делікатесом. План КСО полягав у швидкій контратаці малими силами перед тим як Ррайї освояться на коралі, проте Райї якимось чином виявились здатними прогнозувати появу кораблів КСО (що вважалося неможливим). Це дозволило інопланетянам атакувати кораблі КСО практично миттєво при їхньому прибутті в систему Коралу. Проникливість Перрі дозволила йому і його товаришам по службі швидко покинути пошкоджений корабель і направитись на транспортному шатлі на поверхню планети, проте вони були збиті ще в повітрі. Усі крім Перрі були вбиті. Він сам отримав страшні поранення, які переконали Райї, що він приречений і його не забрали в полон. В їжу ж зелених солдатів Райї не вживали, на відміну від звичайних людей. Джон був врятований солдатами таємничих "Бригад привидів", спеціальними силами КСО. Перрі думає, що він помер, коли побачив молоду зелену версію його померлої дружини Кеті, яка в реальності виявилась Джейн Саган, лідером рятувальної команди Бригади привидів.
Після відновлення його тіла, Перрі випадково зустрічає Саган, тіло якої виявилось вирощеним на базі зразка ДНК Кеті Перрі, що юридично було дозволено деклараційним листом вступ до КСО. На відміну Джона, Джейн не мала спогадів із життя Кеті і їй всього було шість років, але після того як вона взнала про Кеті, Джейн шукала приводів довідатись від Джона більше про Кеті, про живонароджених осіб і про життя поза межами КСО.
Саган, маніпулюючи своїми зв'язками в керівництві, просуває Джона у ролі консультанта (як лейтенанта) для отримання інформації від Консу протягом ритуальної зустрічі. Перрі взнає, що Ррайї отримали детектор скіп-двигуна на базі тахіонної технології від Консу, яку використали для засідки на Коралі. Перрі також маніпулює своїми зв'язками при керівництві, щоб перемістити із бойового підрозділу його останніх двох живих друзів із "старих пердунів" у дослідницький підрозділ. Саган і Перрі згодом беруть участь у операції Спеціальних Сил по спробі захопити або знищити надану Консу технологію з подальшою атакою та відвоюванням Коралу у Ррайї. Перрі успішно дістає інструкцію користувача Системою детекції Консу (яка була знищена під час боїв) і йому вдається врятувати життя пораненої Саган. Проте, він більше її не бачив після доправлення її у шатл, який повернув її до секретних Бригад привидів.
В завершенні книги, Перрі отримує просування до капітана за свої заслуги на Коралі і, незважаючи на розлуку, тримає надію про возз'єднання із Саган по завершенню їхніх строків служби.

## Технології

### Стрибковий двигун
Війна старого вводить нову форму швидшого за світло міжзоряного двигуна, що зветься стрибковий двигун (англ. skip drive). Стрибковий двигун бере об'єкт, як то космічний корабель, проштовхує його в космічну діру і розміщує об'єкт в його місце призначення в новому, ідентичному всесвіті. Стрибковий двигун має обмеження, хоча не всі вони відомі персонажам. Це такі обмеження як:
- Об'єкт, що переміщається не повинен бути близько до гравітаційного колодязя.
- Об'єкт, що переміщається не може стрибати надто далеко.

Союз Колоній і інші уряди використовують пристрої названі стрибковими дронами для комунікації. Ці стрибкові дрони є спеціальними комп'ютерами із стрибковим двигуном. Корабель або супутник висаджує один з цих пристроїв подальше від гравітаційного колодязі, де він стрибає в потрібне місце розташування і передає інформацію місцевому населенню.

### РозумНик
РозумНик (англ. BrainPal) — це нейронний імплант, що дозволяє членам Колоніальних Сил Оборони (КСО) надсилати і отримувати повідомлення, включаючи голосові, плани битв та інше. Солдати КСО використовують їхніх РозумНиків для зв'язку з один одним, перекладу мов чужинців, перегляду класичних мультфільмів та читання старих книг.
РозумНик дозволяє солдату КСО застосовувати колоніальні технології за допомогою думки. Рушниці КСО можуть бути використані лише тими хто має РозумНика.
Для членів Бригад привидів РозумНик робить значно більше: він надає синтетичну свідомість, що дозволяє новонародженим солдатам функціонувати доки їхня власна свідомість не розвинеться. Це створює враження у звичайних людей, що зустрічають Спеціальні Сили, що вони знають все. Коли новонароджений солдат потрапляє в нову невідому йому ситуацію, РозумНик завантажує йому релевантну і важливу інформацію прямо в мозок із неймовірною швидкістю.

### БЦ-35
БЦ-35 (англ. MP-35), також знана як "беце", основна зброя піхоти Колоніальних Сил Оборони (КСО). Зброя має самозбірні та самовідновлювальні можливості,  можливість взаємодіяти з РозумНиком. Лише людина з РозумНиком здатна використовувати цю зброю. Боєприпаси складаються з нанороботних куль, що здатні трансформуватися негайно в бажаний боєприпас, включаючи кулі, запалювальні боєприпаси, вибухові та в промені. Ця особливість робить її надзброєю, що переважає звичайні типи зброї, оскільки вирішує проблеми надмірної ваги, що зв'язано з декількома видами зброї і її використання ворогом. Зброя показала себе багатосторонньою і адаптивною у боях, що показано в першій битві Перрі проти Консу, де він взяв всі переваги адаптивності зброї і, використовуючи РозумНика, запрограмував послідовність вогню, що відкрило вразливість ворога і дозволило здобути над ним перемогу.

### Бобове стебло
Бобове стебло (англ. Beanstalk) — це космічний ліфт, побудований КСО, що зв'язує землю і комічну станцію КСО. Космічний ліфт офіційно побудований для транспортування колоністів і КСО рекрутів у космос, показує могутність технологій КСО. Для жителів Землі космічний ліфт заперечує фізичні закони і здавався дуже непрактичним. Генрі припускав, що вся концепція Бобового стебла взяти у іншої позаземної раси. Джон Скалці запримітив, що можливості і практичне застосування космічного ліфта спекулятивні.

## Інопланетні раси

### Консу
Консу (англ. Consu) — жорстока, технологічно просунута і дуже релігійна інопланетна раса. Вони вірять, що допомагають досягти расами "Унгкату", стану досконалості для всієї раси.
Консу — найбільш просунута інопланетна раса, що представлена у «Війні старого». Їхня рідна система оточена Сферою Дайсона, яка збирає усю енергію місцевого сонця, карликової зірки, щоб зробити її невразливою до зброї і технології інших знаних рас. Консу володіють технологіями такими просунутими, що навіть КСО не здатне здійснити зворотній інжиніринг або навіть повністю зрозуміти їх, як то тахіонний детектор. Незважаючи на те, що вони найбільш передові технологічно щодо інших інопланетних рас, представлених в романі, Консу, в будь якому конфлікті, масштабують власну зброю до тієї, що володіють їхні опоненти, щоб битва була справедливою. На відміну від інших інопланетних рас, Консу не воюють за територію, окрім релігійних мотивів, віруючи що будь-які чужинці вбиті воїнами Консу гарантовано попадуть в інше місце в циклі створення. Консу не часто зустрічаються з чужинцями і будь-який індивід, що робить це є переважно злочинцем або небажаною особою. Місце зустрічі у вигляді купола руйнується і залишки направляються у чорну діру, щоб не осквернити інших Консу.

### Кованду
Кованду (англ. Covandu) — це вид ліліпутів, найвищі з яких розміром з дюйм, але, попри це, дуже подібні до людей. Їхня агресивність в колонізації планет подібна до людей, що спричиняє інколи конфлікти. Вони захопили одну з людських колоній, яка була залишена людьми через вірус (який не вражав Кованду). Після розробки вакцини, люди повернули колонію назад силою.
Кованду обдаровані в мистецтві, особливо в поезії і драмі.

### Ррайї
Ррайї (англ. Rraey)— раса описана у «Війні старого» і розглядається як менш просунута технологічно ніж КСО. Вони розглядають людей як частину "збалансованого обіду" і їхні кухари хизуються як краще зарізати людину. Вони стали серйозною проблемою для КСО після отримання від Консу технології, що передбачала місце появи кораблів КСО із стрибковим двигуном, що раніше вважалось неможливим. Вони описуються як істоти із "мускулистими птахоподібними ногами", із зворотно-згинаючими колінами (порівняно з людськими).  Вони мають оптичний і слухову "смужку", що завернута навколо їхньої голови замість очей і вух і шкіру складками на їхніх головах, що випромінює тепло замість волосся.
Вони розвинули потяг до людської плоті, що дійшов до того, що вони створюють різноманітні страви із різних частин людського тіла. Вони відстають технологічно від КСО на декілька десятиліть в технологіях і озброєнню, проте все ще розглядаються загрозою для КСО. Їхній детектор стрибкового двигуна, даний їм Консу, дозволив їм знищити цілий флот кораблів КСО без будь-яких втрат власного.

### Вайдіанці
Вайдіанці (англ. Whaidian) — чужоземна раса, що має вигляд подібний до "суміші чорного ведмедя і великої білки летяги". Їхній дім складається із маленьких планет, що пов'язані між собою. Вони артистично обдаровані і є приблизно на тому ж технологічному рівні, що КСО. По цій причині вони були ціллю КСО і їхній космічний порт був цілком зруйнований флотом кораблів КСО. Найвищою формою їхнього мистецтва є колективний спів, який здійснюється як малими групами так і аж до цілих міст.

## Теми
«Війна старого» написана в жанрі військової наукової фантастики і піднімає теми етики, продовження життя, дружби, шлюбу, важливості смерті, що робить нас людьми та індивідуальної ідентичності. Старіння грає найбільшу роль на початку роману де обговорюються можливості КСО щодо знаходження шляху  обернення назад ефекту старіння. Теми шлюбу і дружби розкриваються при описі любові Джона Перрі до його покійної дружини і пізнішими зустрічами із Джейн. Зрештою під кінець твору роман приходить до теми ідентичності і людяності Джона Перрі фокусуючи увагу на тому чи читачі вірять, що Джон до сих пір людина.
Скалці стверджує, що він був натхненний «Зоряним десантом» Роберта Гайнлайна і він змоделював формат своєї книги по мотивах роману Гайнлайна. Він хотів зробити свою історію як можна більше чуттєвою, щоб кожен міг зрозуміти події під час війни.
Скалці взяв те, що він вивчив у Гайнлайна і виробив чотири уроки про те як написати роман зосереджений на персонажах. Це уроки про те, що історія має існувати тільки для власних персонажів, залишити місце в персонажах для читача, заставляти персонажів говорити як люди та заставляти їх діяти як люди. Теми його роману базуються на цих чотирьох уроках заставляючи персонажа бути якомога зв'язним і зберігаючи тему космічних військ.

## Поява в інших творах
Один з персонажів з'являвся читаючи цю книгу в одній з серій науково-фантастичного серіалу Зоряна брама: Всесвіт, як певне визнання Скалці в ролі консультанта шоу.

## Сприйняття
Роман «Війна старого» був добре сприйнятий як в США так і глобально.  Роман був номінований на Премію Г'юго як найкращий роман 2006 року, проте програв роману «Спін» Роберта Чарльза Вілсона. «Війна старого» посів перше місце в опитуванні серед читачів Tor.com як найкращий науково-фанстастичний та фентезі роман 2000–2010. В 2012 за голосами онлайн читачів Локус посів перше місце як найкращий науково-фантастичний роман 21 століття, а в 2011, «Війна старого», зайняв 78 місце серед читачів NPR.com у списку Топ 100 науково фантастичних та фентезі книг 2011.

## Продовження
- «Бригади привидів» (англ. The Ghost Brigades), продовження «Війни старого».
- «Остання колонія» (англ. The Last Colony), третя книжка серії.
- «Розповідь Зої» (англ. Zoe's Tale), четверта книга серії.
- «Людський підрозділ» (англ. The Human Division), п'ята книга серії.
- «Кінець всьому» (англ. The End of All Things), шоста книга серії.
- «Щоденник Саган» (англ. The Sagan Diary), повість, дії якої відбуваються між «Бригадами привидів» та «Останньою колонією». Аудіо версія доступна на авторському вебсайті.
- «Після повстання» (англ. After the Coup), коротке оповідання від імені Гаррі Вілсона.
- «Питання солдату» (англ. Questions for a Soldier), коротке оповідання від імені Джона Перрі.
- «Крихкий мир» (англ. The Shattering Peace), сьома книга серії.